# 阿氏副棘鮃
阿氏副棘鮃為輻鰭魚綱鰈形目鰈亞目牙鮃科的其中一種，為熱帶海水魚，分布於中西大西洋墨西哥海域，棲息在底層水域，生活習性不明。

## 扩展阅读
維基物種上的相關：阿氏副棘鮃